# Edgar Ochoa Pezo
Edgar Américo Ochoa Pezo (Quillabamba, 11 de septiembre de 1966) es un profesor, educador y político peruano. Fue congresista de la república en representación del Cusco por el interrumpido periodo 2016-2019.

## Biografía
Nació en el Distrito de Santa Ana en la provincia de La Convención en el departamento del Cusco.Cursó sus estudios primarios y secundarios en instituciones educativas de la localidad de Santa Anta. Luego cursó estudios pedagógicos en la ciudad del Cusco entre 1985 y 1989 obteniendo el título técnico de profesor. Posteriormente, entre 2004 y 2009 cursó estudios universitarios de educación en la Universidad Nacional de San Agustín en la ciudad de Arequipa.

## Carrera política
Participó en las elecciones municipales de 1998 como candidato a regidor por el Movimiento Independiente Vamos Vecino para el Consejo Provincial de Paruro en el departamento del Cusco resultando electo para el periodo 1999-2002.
Durante las elecciones generales del 2016 se presentó como candidato al Congreso por el departamento del Cusco por el Frente Amplio alcanzando la representación. Durante su mandato renunció al partido por el que fue elegido y formó parte de la bancada del partido Nuevo Perú. 
Tras la disolución del Congreso decretado por el presidente Martín Vizcarra su cargo congresal llegó a su fin el 30 de septiembre de 2019.
Fue candidato a la gubernatura regional del Cusco en las elecciones regionales y municipales de 2022, por el "Frente Regional Tupac", pero el JNE, rechazó su candidatura porque el movimiento político no logró completar su inscripción ante el Registro de Organizaciones Políticas (ROP).